# Kanton Maurs
Kanton Maurs (fr. Canton de Maurs) je francouzský kanton v departementu Cantal v regionu Auvergne. Tvoří ho 14 obcí.

## Obce kantonu
- Boisset
- Fournoulès
- Leynhac
- Maurs
- Montmurat
- Mourjou
- Quézac
- Rouziers
- Saint-Antoine
- Saint-Constant
- Saint-Étienne-de-Maurs
- Saint-Julien-de-Toursac
- Saint-Santin-de-Maurs
- Le Trioulou